# Seitenausrichtung

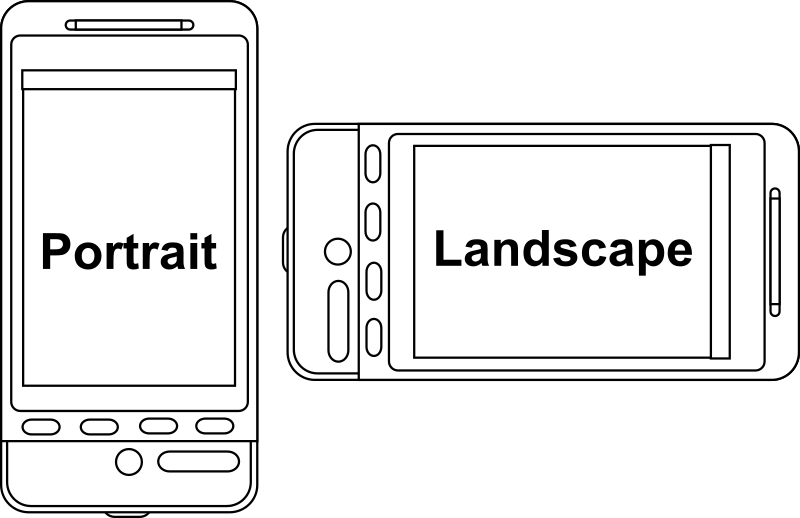
Schema der beiden Seitenausrichtungen eines Smartphones (Hochformat: engl. „portrait“/Porträtmodus; Querformat: engl. „landscape“/Landschaftsmodus)

Die Seitenausrichtung ist die Orientierung, in der eine rechteckige Seite von Bildschirmen oder Druckwerken angezeigt wird.
Querformat bezeichnet ein Papier-, Bildschirm- oder Bildformat, bei dem die Breite größer ist als die Höhe. Es ist das übliche Format bei Computerbildschirmen, im Fernsehen  und in der Fotografie. Gebräuchlich sind hierbei insbesondere die Seitenverhältnisse 4:3 und 16:9. Im Bereich der digitalen Bild- und Textverarbeitung wird dieses Format auch als „Landscape“ (engl. für Landschaft) bezeichnet.
Beim Hochformat ist die Breite kleiner als die Höhe. Es ist Standard bei Schreibheften, bei Schriftstücken (überwiegend im A4-Format), bei den meisten Büchern usw. Im Bereich der digitalen Bild- und Textverarbeitung wird dieses Format auch als „Portrait“ (engl. für Porträt) bezeichnet. Bei Kurzvideos in sozialen Netzwerken, die im Hochformat gedreht wurden, spricht man auch von Shorticals.
Als Pivot-Funktion oder Porträt-Modus bezeichnet man die Möglichkeit, den Bildschirm, insbesondere Flachbildschirme, physisch um 90° zu drehen (engl. to pivot „schwenken“).